# Maria Viana
Maria Viana (Santa Quitéria, 08 de julho de 1946) é uma ex-atriz brasileira, tendo sido bastante ativa no cinema brasileiro na década de 1970. 
Após casar-se com um engenheiro, mudou-se para a África, e depois mudou-se para Nova York, onde residiu até 2018. 
Atualmente dedica-se a compor e escrever poesias. Tem uma filha, chamada Amanda, fruto de seu casamento. 

## Filmografia

### Cinema
| Ano  | Título                        | Personagem    |
| ---- | ----------------------------- | ------------- |
| 1969 | Deu a Louca no Cangaço        | Namorada      |
| 1972 | Os Desempregados              | —             |
| 1972 | O Jeca e o Bode               | —             |
| 1972 | Mulher Pecado                 | —             |
| 1972 | Sinal Vermelho - As Fêmeas    | Maigrit       |
| 1972 | Paixão de Um Homem            | Olívia        |
| 1973 | A Pequena Órfã                | —             |
| 1974 | O Signo de Escorpião          | Sônia - Touro |
| 1975 | O Poderoso Garanhão           | Maria         |
| 1975 | Os Pilantras da Noite         | —             |
| 1976 | Os Pastores da Noite          | Marialva      |
| 1976 | O Menino da Porteira          | Juliana       |
| 1977 | Mágoa de Boiadeiro            | Mariana       |
| 1977 | Garimpeiras do Sexo           | Madame Lou    |
| 1977 | Parada 88, o Limite de Alerta | Margareth     |
| 1980 | O Cangaceiro do Diabo         | —             |

### Televisão
| Ano  | Título            | Personagem |
| ---- | ----------------- | ---------- |
| 1972 | Vitória Bonelli   | Maria      |
| 1975 | A Viagem          | Edméa      |
| 1977 | Cinderela 77      | Amália     |
| 1978 | Aritana           | Celina     |
| 1980 | Cabaret Literário | —          |
| 1983 | Casa de Irene     | —          |

### Teatro
- A Garota de Frank (1974)
- Camas Redondas, Casais Quadrados (1978)
- Greta Garbo, Quem Diria, Acabou no Irajá (1979)